# Chủ nghĩa dân tộc Trung Quốc

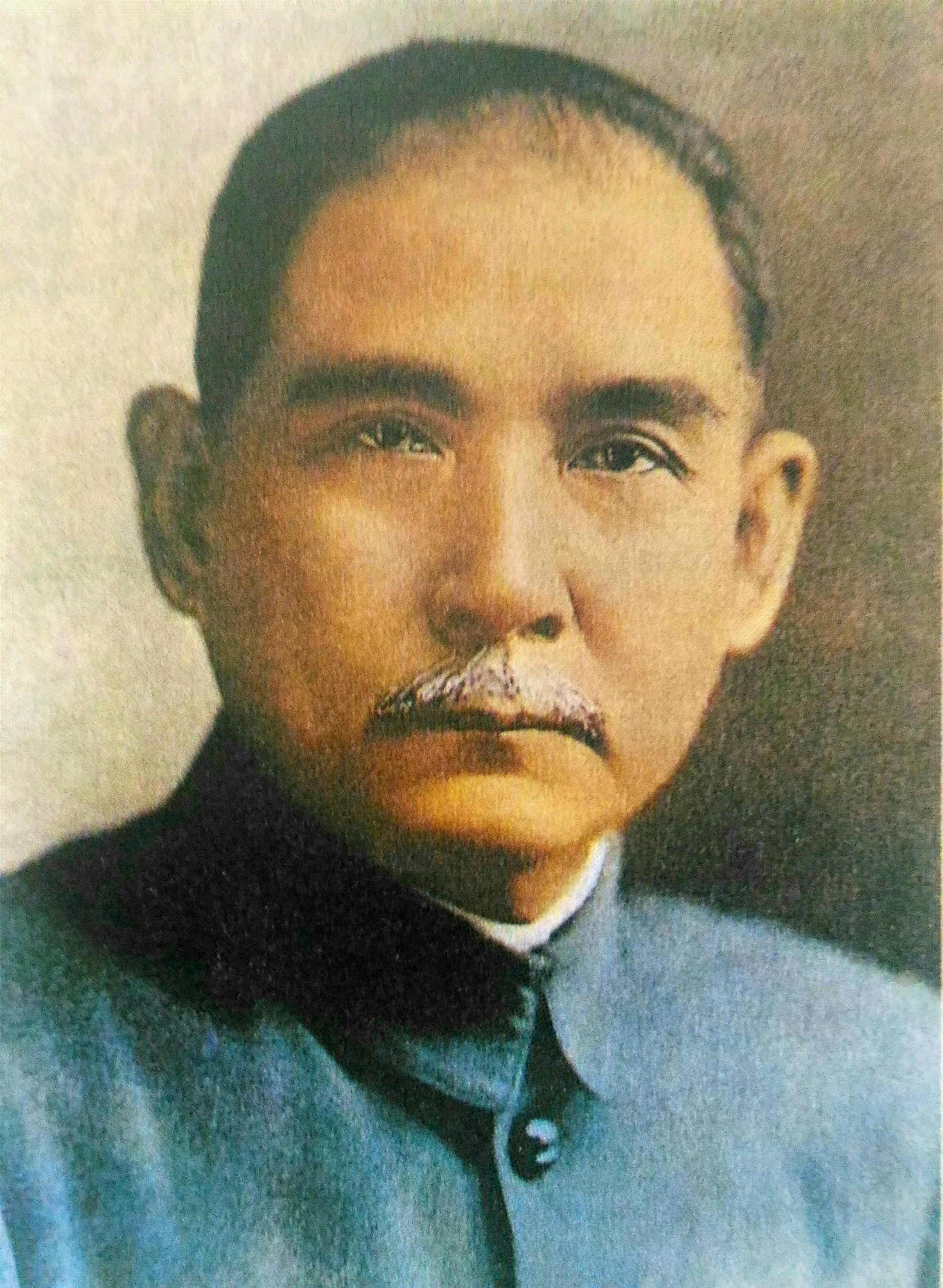
Nhà lãnh đạo Cuộc Cách mạng Dân tộc Trung Hoa Tôn Trung Sơn, được cả Cộng hòa Nhân dân Trung Hoa và Trung Hoa Dân Quốc coi là người khai sinh ra nước Trung Quốc hiện đại.

Cờ của Trung Hoa Dân Quốc 1912-1928, năm sọc đại diện cho 5 dân tộc lớn của Trung Quốc: màu đỏ đại diện cho người Hán, vàng đại diện cho người Mãn, xanh da trời đại diện cho người Mông Cổ, trắng đại diện cho cả người Hồi và người Duy Ngô Nhĩ, và màu đen đại diện cho người Tây Tạng. Đây là biểu tượng cuối cùng của một Trung Quốc thống nhất trước khi nổ ra cuộc nội chiến giữa Đảng Cộng sản Trung Quốc với Quốc Dân Đảng.

Cờ của Trung Hoa Dân Quốc (khi kiểm soát Trung Quốc đại lục và đảo Đài Loan từ 1928-1949 và từ 1949 kiểm soát đảo Đài Loan và các đảo nhỏ lân cận) đại diện cho những người theo Chủ nghĩa dân tộc Trung Quốc, đặc biệt là những người ủng hộ Quốc Dân Đảng, phản đối Cộng hòa Nhân dân Trung Hoa và ủng hộ Trung Hoa Dân Quốc chính thể hợp pháp của Trung Quốc.

Cờ của Cộng hòa Nhân dân Trung Hoa, đại diện cho những người Trung Quốc theo Chủ nghĩa dân tộc Cộng sản và ủng hộ Cộng hòa Nhân dân Trung Hoa.

Thuật ngữ Chủ nghĩa dân tộc Trung Quốc (giản thể: 中国民族主义; phồn thể: 中國民族主義; bính âm: Zhōngguó mínzúzhǔyì) hay Chủ nghĩa dân tộc Trung Hoa được dùng để chỉ Chủ nghĩa dân tộc của người Trung Quốc và văn hóa Trung Quốc. Chủ nghĩa dân tộc thường tồn tại dưới nhiều hình thức.

## Ý thức quốc gia
Trong khoảng 5000 năm, trên đất Trung Hoa đã tồn tại nhiều thể chế nhà nước. Trong ý niệm của người Trung Quốc, họ từng coi thế giới này phân chia thành hai phần, một bên là văn minh và bên kia thì man rợ, và từng có tư tưởng hẹp hòi rằng các lợi ích của Trung Quốc là do một đất nước Trung Hoa hùng mạnh đem lại. Học giả Lucian Pye (Bạch Lỗ Tuân) đã nói rằng một "quốc gia dân tộc" hiện đại về cơ bản là khác so với một đế quốc truyền thống và ông cũng cho rằng sự nổi lên của Cộng hòa Nhân dân Trung Hoa ngày nay như một trung tâm quyền lực có chung một đặc điểm quan trọng với nhà Minh và nhà Thanh. Chỉ có một số ít các giai đoạn lịch sử Trung Quốc thực hiện những cuộc chiến toàn diện với các nước khác (đáng chú ý nhất là chiến tranh với người Mông Cổ, người Mãn và người Nhật) trong khi tất cả những xung đột khác phần lớn là các cuộc nội chiến dẫn đến thay đổi vương triều. Tuy nhiên, những nỗ lực Hán hóa các dân tộc khác (như Việt Nam hay Triều Tiên) thường phải diễn ra trong hàng ngàn năm.